# Portrait d'une jeune fille de la fin des années 60 à Bruxelles
Pour plus de détails, voir Fiche technique et Distribution.
Portrait d'une jeune fille de la fin des années 60 à Bruxelles est un téléfilm français réalisé par Chantal Akerman et diffusé par Arte en 1994 dans la collection Tous les garçons et les filles de leur âge.

## Synopsis
À Bruxelles, un jour d’avril 1968, Michèle, une lycéenne de 15 ans, décide de ne plus remettre les pieds au lycée et, au cinéma, elle rencontre Paul, un Français de 20 ans qui, lui, décide de ne plus remettre les pieds dans sa caserne. Les deux « déserteurs » déambulent dans la ville et Michèle va découvrir l’amour physique avec Paul plus pour tenter de conjurer d’autres indicibles désirs que par une véritable attirance. L’errance désespérée de l’adolescente va la conduire à une surprise-partie  avec son amie Danielle à qui elle voudrait confier ses émois amoureux, ne sachant pas très bien où elle en est de ses désirs…

## Fiche technique
- Titre : Portrait d'une jeune fille de la fin des années 60 à Bruxelles
- Réalisation : Chantal Akerman
- Scénario : Chantal Akerman
- Musiques additionnelles : 
  - Chansons de James Brown (It's a Man's Man's Man's World), Leonard Cohen (Suzanne), France Gall (Bébé requin), Johnny Hallyday (Noir c'est noir), Trini Lopez (La Bamba)
  - Franz Schubert : Fantaisie pour piano à 4 mains interprétée par Raphaël Oleg et Gérard Wyss
- Photographie : Raymond Fromont
- Son : Pierre Mertens
- Montage : Martine Lebon
- Costumes : Sophie Vanhaecke
- Pays d'origine :  France
- Tournage extérieur : Bruxelles
- Producteurs : Georges Benayoun, Paul Rozenberg
- Sociétés de production : IMA Productions, La Sept / Arte
- Format : couleur — super 16 (format de tournage) — 1.66:1 — son stéréophonique
- Genre : comédie dramatique
- Durée : 59 minutes
- Date de diffusion : 4 novembre 1994 (3e téléfilm de la collection thématique Tous les garçons et les filles de leur âge)

## Distribution
- Circé Lethem, créditée « Circé » : Michèle
- Julien Rassam : Paul
- Joëlle Marlier : Danielle
- Cynthia Rodberg : Mireille

## Production
La collection Tous les garçons et les filles de leur âge, produite et diffusée par la chaîne franco-allemande Arte, est une série de neuf téléfilms, parmi lesquels se trouvent aussi la version courte du film Les Roseaux sauvages d'André Téchiné, intitulée Le Chêne et le Roseau, et celle de L'Eau froide d'Olivier Assayas, intitulée La Page blanche. Le cahier des charges de la série demande de réaliser un film sur l'adolescence, se déroulant pendant une période laissée au choix du réalisateur entre les années 1960 et les années 1990 en utilisant la musique rock de l'époque, en évoquant le contexte politique et en incluant au moins une scène de fête. Chaque film doit durer environ une heure et dispose d'un budget d'environ 5 millions de francs, le tournage (en super 16) ne devant pas excéder 25 jours.
Portrait d'une jeune fille de la fin des années 60 à Bruxelles constitue le troisième téléfilm de la série, venant après US Go Home de Claire Denis qui se déroule en 1965 et avant La Page Blanche d'Olivier Assayas, qui se passe en 1972. Il se déroule en 1968, l'année des 18 ans de la réalisatrice.

## Accueil critique
Lors de la première diffusion télévisée de Tous les garçons et les filles de leur âge, en novembre 1994, les Cahiers du cinéma se montrent enthousiastes sur l'ensemble de la série. Ils annoncent en couverture « Patricia Mazuy, Claire Denis, Chantal Akerman à l'assaut de la télévision. » Dans l'introduction du dossier concernant cette série, qu'ils qualifient d'« expérience unique à la télévision française », il est écrit que le film de Chantal Akerman fait partie de ceux « à découvrir en priorité ».
Les Inrockuptibles tout aussi enthousiastes, qualifient le film de « pépite » et de « film conceptuel qui ne manque pas de chair. » Le critique souligne que ce téléfilm réussit ce à quoi le précédent film de son auteure, Nuit et jour n'arrivait pas toujours : concilier « miraculeusement » le début de carrière « radical » de Chantal Akerman (avec par exemple Jeanne Dielman, 23, quai du commerce, 1080 Bruxelles ou Je, tu, il, elle) et ses films suivants au style moins ascétique (Golden Eighties ou J'ai faim, j'ai froid).
Télérama est un peu plus réservé et note le film avec un T (sur les deux qu'il peut mettre au maximum). Le critique considère que le film est « simple, direct et libre ». Le magazine met en exergue deux phrases de dialogue : Paul demande à Michèle si elle a déjà fait l'amour, elle lui répond « presque. » Cette réponse inattendue contient selon Télérama toute l'adolescence. Sans avoir utilisé d'artifices ou reconstitué l'époque, il s'agit d'un film qui met « dans la rue la vie, les idées et les sentiments. »
Pour les autres guides des programmes,  Télé poche trouve le film « raté » et « aussi long que son titre » mais lui adjuge néanmoins une étoile sur trois possibles, le critique Télé 7 jours est ému par le romantisme du téléfilm même s'il déplore des dialogues où les personnages s'intéressent surtout à eux-mêmes et met au film la note 7 (777 est sa note maximale). Télé Star apprécie le jeu de la jeune actrice Circé mais trouve que le style de Chantal Akerman risque de poser problème à certains spectateurs ; le film obtient de la part de ce magazine de note de un T sur deux possibles.
Lors d'une rediffusion en 1999, le journal Le Monde déplore les anachronismes du film (voitures, compact disc) mais précise que l'important tient en fait au jeu des acteurs, au ton particulier ou au traitement du son, par exemple avec l'utilisation en ouverture de la chanson Noir c'est noir.

## Analyse
Le téléfilm montre quelques signes de l'époque pré-mai 1968 dans laquelle il se déroule (les références à Jean-Paul Sartre dans le dialogue, la coupe de cheveux et l'habillement de l'héroïne). Malgré cela, il est  sensible que la réalisatrice s'intéresse peu à la reconstitution, : une Peugeot 205 peut apparaître dans le film, les personnages marchent dans le Bruxelles de l'époque du tournage sans qu'on cherche à le cacher, ils regardent un boitier de disque compact. Ces anachronismes sont des références aux liaisons que peut faire la mémoire, mélangeant facilement plusieurs époques.
Comme dans la plupart des téléfilms de la série Tous les garçons et les filles de leur âge les personnages de ce film rêvent d'une vie différente de celle qu'ils connaissent. Ce décalage est ici représenté par la différence entre « le quelconque » des déplacements de Michèle et l'ivresse de son discours incessant.